# Sultana (actriz)
Sultana, también conocida como Sultana Razaaq, fue una de las primeras actrices de cine de India y actuó tanto en películas mudas como posteriormente en películas sonoras. Era hija de la primera directora de cine de la India, Fatima Begum. Zubeida (quién protagonizó la primera película sonora de India, Alam Ara (1931) era su hermana menor.
Sultana nació en Surat, Gujarat, en el oeste de la India. Tenía dos hermanas, Zubeida y Shehzadi, quienes también trabajaron como actrices. Su madre, Fatima Begum, afirmaba que sus tres hijas habían sido engendradas por Nawab Sidi Ibrahim Muhammad Yakut Khan III, quién era del estado de Sachin. Sin embargo, no hay constancia de que se haya celebrado un matrimonio o un contrato entre el Nawab y Fatima Begum, ni de que el Nawab haya reconocido a ninguna de sus hijas como propia, requisito indispensable para la paternidad legal en el derecho de las familias musulmanes.

## Carrera
Sultana fue una actriz muy popular durante la época del cine mudo, normalmente interpretaba papeles románticos. Comenzó su carrera como actriz en la película Veer Abhimanyu (1922) y posteriormente actuó en varias películas mudas. Y más tarde actuó en varias películas mudas. Más tarde, también actuó en películas sonoras. Cuando la India se dividió en 1947, emigró a Pakistán con su marido, un hombre rico llamado Seth Razaaq. Su hija, Jamila Razaaq, también se convirtió en actriz con su ánimo. Produjo una película en Pakistán, llamada Hum Ek Hain (1961), escrita por el famoso guionista Fayyaz Hashmi. La película se rodó en parte en color, algo poco frecuente en aquella época, pero fracasó estrepitosamente y Sultana dejó de producir películas después.
La hija de Sultana, Jamila Razaaq, se casó con el jugador de cricket pakistaní Waqar Hasan, quien era hermano del cineasta Iqbal Shehzad. Razaaq dirige un negocio llamado National Foods en Karachi.

## Filmografía

### Películas mudas
| Año  | Título          | Productora                         | Papel         | Notas       |
| ---- | --------------- | ---------------------------------- | ------------- | ----------- |
| 1922 | Veer Abhimaniyu | Star Films                         | Uttari        | Debut Movie |
| 1924 | Gul Bakavali    | Kohinoor & Imperial                |               |             |
| 1924 | Kalyan Khajina  | Kohinoor & Imperial                | A Fair Maiden | [ 3 ]       |
| 1924 | Kala Naag       | Kohinoor & Imperial                |               |             |
| 1924 | Manorama        | Kohinoor & Imperial                |               |             |
| 1924 | Prithvi Vallabh | Ashoka Pictures                    |               |             |
| 1924 | Sati Sardarba   | Saraswati Film Company             |               |             |
| 1925 | Indra Sabha     | Kohinoor & Imperial                |               |             |
| 1928 | Chandravali     | Victoria Fatima Film Company       |               |             |
| 1929 | Kanak Tara      | Fatima Film Company                |               |             |
| 1929 | Young India     | Indulal Yagnik                     |               |             |
| 1930 | Brand Of Fate   | Imperial Film Company              |               |             |
| 1930 | Glory Of India  | Ranjit Film Company                |               |             |
| 1930 | Revence         | Imperial Film Company              |               |             |
| 1930 | The Comet       | Surya F. Co.                       |               |             |
| 1931 | Wages of Sin    | Sharda Mysore Pictures Corporation |               |             |

### Películas sonoras
| Año  | Título                | Productora              | Papel     | Notas                                    |
| ---- | --------------------- | ----------------------- | --------- | ---------------------------------------- |
| 1931 | Milkmaid              | Ranjit Film Company     |           | Primera película sonora india de Sultana |
| 1931 | Kamar-Al-Zaman        |                         | Maimoonah |                                          |
| 1933 | Intekam               | Amar Mallick            |           |                                          |
| 1933 | Shan-e-Subhan         | Brahma Film Company     |           |                                          |
| 1934 | Afghan Abla           | Kumar M.                |           |                                          |
| 1934 | Amirzadi              | Kumar M.                |           |                                          |
| 1934 | Saubhagya Laxmi       | Kumar M.                |           |                                          |
| 1935 | Behan Ka Prem         | Prosperty Films         |           |                                          |
| 1935 | Bidrohee              | East India Film Company |           |                                          |
| 1935 | Kamroo Desh Ki Kamini | Kumar M.                |           |                                          |
| 1935 | Maut Ka Toofan        | All India Movie         |           |                                          |
| 1935 | Step Mother           | East India Film Company |           |                                          |
| 1936 | Hoor-E-Samundar       | Vishnu Cine             |           |                                          |
| 1936 | Sagar Ki Kanya        | Vijay Pictures          |           |                                          |
| 1936 | Devdas                |                         | Parvati   |                                          |
| 1938 | Talwar Ka Dhani       |                         |           |                                          |
| 1939 | Indramalati           |                         |           |                                          |
| 1940 | Usha Haran            | Popular Pictures        |           |                                          |
| 1949 | Girdhar Gopal Ki Mira |                         |           |                                          |

### Producción
| Año  | Título      | Notas              |
| ---- | ----------- | ------------------ |
| 1961 | Hum Ek Hain | Película pakistaní |